# Phú Xuân, Đắk Lắk
Phú Xuân là một xã thuộc tỉnh Đắk Lắk, Việt Nam.
Xã có diện tích 45,59 km², dân số năm 2005 là 16.893 người, mật độ dân số đạt 371 người/km².